# Paaliaq (mjesec)
Paaliaq (također Saturn XX) je prirodni satelit planeta Saturn. Vanjski nepravilni satelit iz Inuitske grupe s oko 22 kilometra u promjeru i orbitalnim periodom od 686.9 dana.